# 石和健康ランド
石和健康ランド（いさわけんこうランド　英：Isawa kenko land）は山梨県甲府市にある株式会社クア・アンド・ホテル（本社：山梨県甲府市）が運営するビジネスホテルと健康ランド一体型施設である。

## 概要
1989年（平成元年）に開業した笛吹市の健康ランドで、日帰り入浴施設と、宿泊施設としてビジネスホテルが併設されている。また、24時間営業のためホテル客室を利用せずに仮眠室を利用しての宿泊も可能となっている。
20種類のお風呂・サウナを有する。宿泊、温浴サービス以外にも、飲食施設やボディケアやアカスリなどのリラクゼーション施設、ゲームコーナー、漫画コーナー、カラオケボックス、麻雀ルームなどの娯楽施設を備えており、温泉施設を中心に、宿泊、食事、リラクゼーション、エンターテインメントが楽しめる複合型の総合温浴宿泊施設として、地域住民および観光客に広く利用されている。

## 沿革
株式会社クア・アンド・ホテルは、1989年（平成元年）に山梨県石和町（現在の笛吹市）に石和健康ランドを開業し、ビジネスホテルと健康ランドを一体化した国内初ビジネスモデルを作った。1995年（平成7年）に長野県塩尻市に信州健康ランド、2002年（平成14年）に静岡県清水市（現：静岡市）に駿河健康ランドを開業した。
石和健康ランドは30周年にあたる2019年（平成31年）に5月27日から約2ヶ月間、全館を休館しリニューアル工事を実施。7月6日にホテル棟110室を増築しグランドオープン。合わせて既存の本館も大規模なリニューアルを行った。

### 認証資格取得・受賞歴[4]
| 年     | 対象施設             | 認証資格・受賞内容                                                                                      |
| ------ | -------------------- | --- |
| 2010年 | 石和健康ランド       | 平成22年度やまなし産業大賞 経営革新大賞部門「優秀賞」                                                   |
| 2013年 | 石和健康ランド       | 第2回おふろ甲子園決勝大会優勝                                                                           |
| 2016年 | 石和健康ランド       | 平成28年度やまなし産業大賞「経営品質大賞部門 大賞」                                                     |
| 2018年 | クア・アンド・ホテル | はばたく中小企業・小規模事業者300社                                                                     |
| 2019年 | 石和健康ランド       | 「山梨えるみん」認定                                                                                    |
| 2021年 | クア・アンド・ホテル | 健康経営優良法人2021                                                                                    |
| 2021年 | 石和健康ランド       | ニフティ温泉ランキング 「山梨県ベストオブグルメ賞」                                                     |
| 2022年 | クア・アンド・ホテル | 健康経営優良法人2022                                                                                    |
| 2022年 | 石和健康ランド       | やまなし健康経営優良企業                                                                                |
| 2023年 | クア・アンド・ホテル | 健康経営優良法人2023                                                                                    |
| 2023年 | 石和健康ランド       | ニフティ温泉ランキング 「山梨県総合第3位」「ユーザー投票北陸・甲信越第2位 」「ユーザー投票山梨県第1位」 |
| 2024年 | 石和健康ランド       | ニフティ温泉ランキング「山梨県総合第4位」                                                               |

## 館内施設・設備
施設の詳細については公式サイトを参照。

### 大浴場
- お風呂
  - 圧注浴・気泡浴（超音波・気泡）
  - ナノバブル炭酸泉（微細気泡）
  - 全身浴風呂
  - 天然ラジウム鉱石風呂
  - 寝湯
  - 薬草風呂（漢方）
  - 炭酸泉
  - 信玄公隠塩湯「塩湯治」（男性露天風呂）
  - 水晶洞窟風呂「輝石洞」（女性露天風呂）
  - 陶器風呂
  - 石風呂
  - 寝ころび湯
  - 水風呂
  - ボディージェット（ジェット）
  - うたせ湯（低刺激）
- サウナ
  - 熱風サウナ　80～95度
  - ミストサウナ　50～55度
  - 塩サウナ　40～45度
  - 低温サウナ　60～75度（男性のみ）
  - 癒しサウナ　60～75度（女性のみ）
- 岩盤浴
  - ヒーリングルーム
  - 薬石洞（男女共有ルーム）
  - 美石洞（女性専用ルーム）
  - マグマ洞（溶岩浴）
  - ソルトドーム
  - クールダウンルーム

### ホテル客室
- シングル
  - 新館ビジネスシングル
  - 新館シングル
  - 新館女性専用リファルーム
  - 本館シングル
- ダブル・ツイン
  - 本館ダブル
  - 新館デラックスツイン
  - 新館ユニバーサルツイン
  - 新館ツイン
  - 本館ツインA
  - 本館ツインB
- トリプル
  - 新館トリプルお風呂付き
  - 新館トリプル
  - 本館トリプル
- 和室
  - 和室6～7.5畳
  - 和室8畳
  - 和室10畳
  - 和室12.5畳

### 飲食店
- 大広間
- そば
- 居酒屋
- カフェ

### リラクゼーション施設
- ボディケア
- 足つぼ
- タイ式
- エステ
- あかすり
- カットサロン

### その他
- 売店
- ゲームコーナー
- カラオケ
- 麻雀
- テレビルーム
- マッサージルーム
- イサケン☆アソビバ
- インターネット＆マンガルーム
- 仮眠室

## グループホテル
- 信州健康ランド
- 駿河健康ランド
- 甲府プリンスホテル朝日館